# Corpo Aereo Italiano

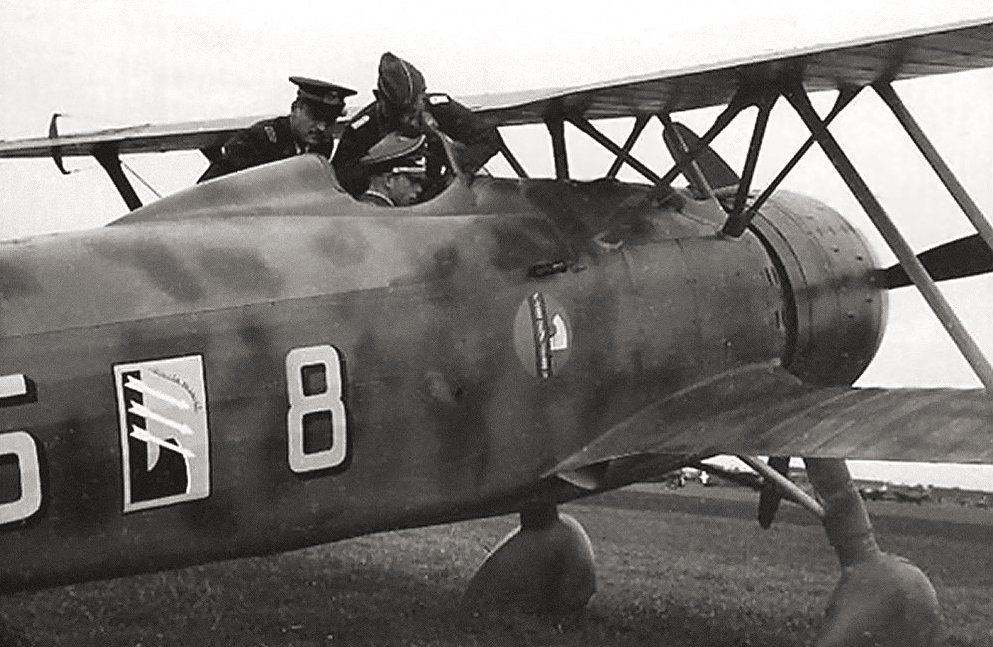
Fiat CR.42 italien déployé en Belgique en 1940.

Le Corpo Aereo Italiano (littéralement, « Corps aérien italien ») ou CAI, est une force expéditionnaire de la Regia Aeronautica (armée de l'air italienne) qui a participé à la bataille d'Angleterre et au Blitz au cours des derniers mois de 1940 lors de la Seconde Guerre mondiale. Le CAI a soutenu l'armée de l'air allemande (Luftwaffe) et lutté contre la Royal Air Force (RAF) britannique. Il a connu un succès limité au cours de sa brève existence, généralement entravé par l'insuffisance de son équipement.